# پولیانیتسه، لئیگ
پولیانیتسه (به صربی: Poljanice) یک روستا در صربستان است که در Ljig واقع شده‌است.
 پولیانیتسه  ۴۴۲ نفر جمعیت دارد.